# Den nakna kocken
Den nakna kocken (originaltitel: The Naked Chef) är en TV-matlagningsserie med kocken och programledaren Jamie Oliver, som ursprungligen sändes i Storbritannien av BBC Two den 14 april 1999 till den 19 december 2001. Serien har därefter visats ett flertal gånger i SVT. Serien består av 25 avsnitt, à 30 minuter.
Den nakna kocken var Jamie Olivers första stora framträdande som TV-kock. Även om titeln anspelar på nakenhet var detta menat att beskriva enkelheten i Olivers recept och inget annat.
Programmet har bland annat vunnit priset för Best Feature 2001 av den brittiska branschorganisationen British Academy of Film and Television Arts (BAFTA).